# Oze
 Oze  es una comuna y población de Francia, en la región de Provenza-Alpes-Costa Azul, departamento de Altos Alpes, en el distrito de Gap y cantón de Veynes.
Está integrada en la Communauté de communes des Deux Buëch.

## Demografía
| 80 | 60 | 54 | 67 | 58 | 65 |
| Para los censos de 1962 a 1999 la población legal corresponde a la población sin duplicidades (Fuente: INSEE [Consultar]) |    |    |    |    |    |